# Посольство Украины в Греции
Посольство Украины в Греции — дипломатическое представительство (уровня посольства) Украины в Греции. Находится в городе Афины.

## Задачи посольства

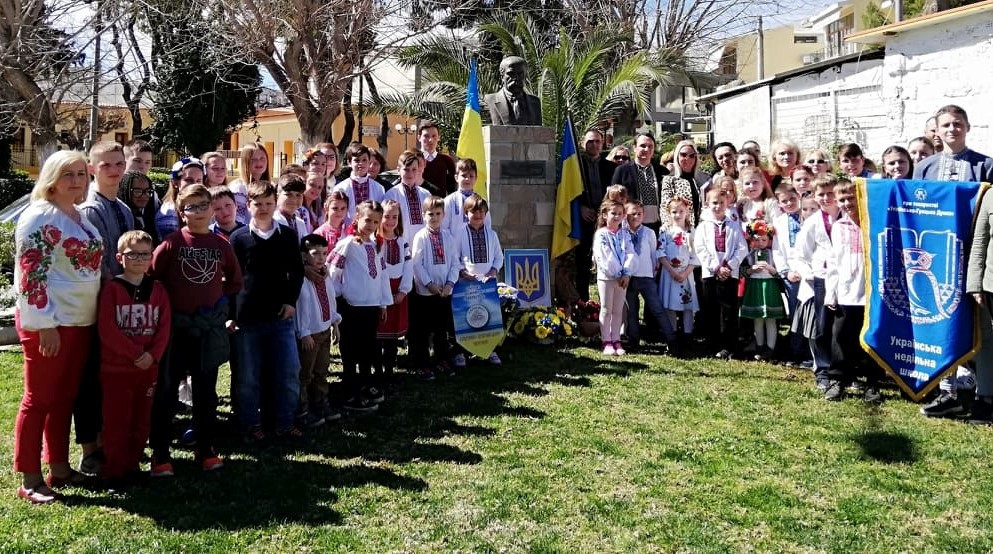
Участники шевченковских чтений у памятника Тарасу Шевченко в городе Мандра

Основными задачами посольства Украины в Афинах является представление интересов Украины в Греции, способствование развитию международных политических, экономических, культурных, научных и других связей между двумя странами, а также защита права и интересов граждан и юридических лиц Украины, которые находятся на территории Греции. Посольство поддерживает культурные связи с украинской диаспорой. Посольство способствует развитию добрососедских отношений между Украиной и Болгарией на всех уровнях, с целью обеспечения гармоничного развития взаимных отношений, а также сотрудничества по вопросам, представляющим взаимный интерес. Посольство выполняет также консульские функции.

## История дипломатических отношений

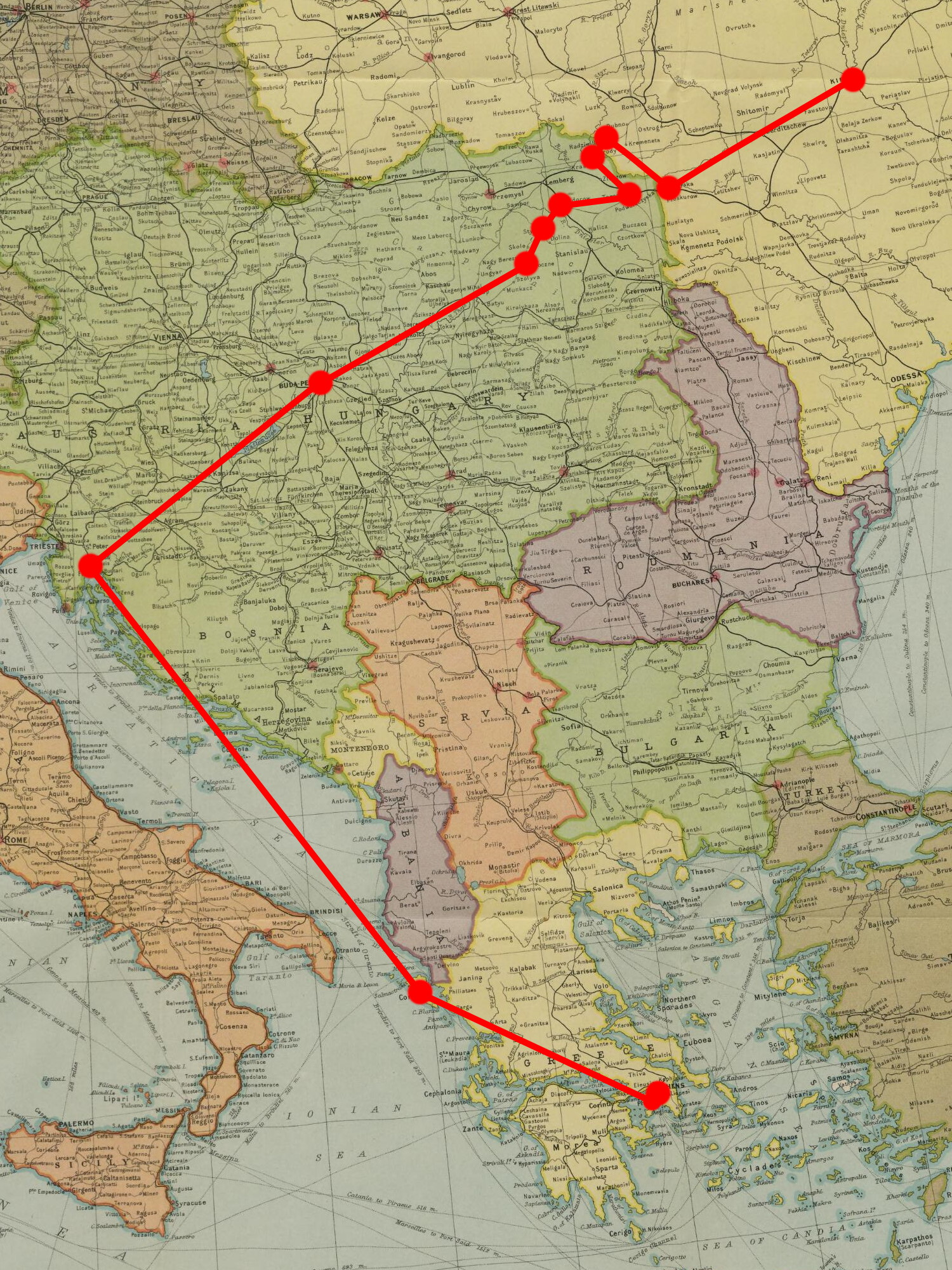
Маршрут дипломатической миссии в 1919 году: Киев — Волочиск — Радивилов — Броды — Тернополь — Ходоров — Стрый — Лавочное — Будапешт — Фиуме — Корфу — Пирей — Афины. Маршрут указан схематично — линии соединяют точки напрямую, без учёта реального пути. Изображённые границы государств могут не отражать реального состояния государственных границ на момент пути.

Сотрудники дипломатической миссии Украинской народной республики в Королевстве Греция.

Вопрос о создании дипломатического представительства Украинской Народной Республики в Королевстве Греция возник после посстановления Украинской Народной Республики правительством Директории, которая пришла к власти 14 декабря 1918 года. Международная ситуация после окончания Первой мировой войны позволяла надеяться молодому украинскому государству на международное признание.
По инициативе Андрея Яковлева Симон Петлюра 1 или 2 января 1919 года предложил Фёдору Матушевскому сформировать и возглавить чрезвычайное дипломатическое посольство. Изначально Матушевский колебался и был настроен отказаться, но после обсуждения с Сергеем Ефремовым, Андреем Никовским, Андреем Яковлевым и разговора с женой принял предложение. После этого начался подбор людей для миссии. К 11 января был готов первоначальный список, куда входили и Павел Чижевский и Владимир Леонтович, но обстоятельства сложились иначе. Окончательный состав был утверждён приказом Министерства иностранных дел УНР № 25 от 17 января 1919 года. Советником был назначен Модест Филиппович Левицкий, секретарём — прокурор Сергей Рафальский, атташе — старшина Никодим Гриневич (по военным вопросам) и Иммануил Глузман (по торговым вопросам), чиновниками — Павел Галаган и Юрий (Жорж) Рейзе, владевший несколькими языками. Вне штата и без содержания в канцелярию миссии были прикомандированы Сергей Назаренко, Игорь Охрамович и Андрей Гудшон. В качестве внештатного секретаря был назначен грек Ламброс Пантелеевич Ламбрионидис, он единственный среди членов миссии имел опыт дипломатической работы: в течение 1913—1916 годов работал в должности экстраординарного секретаря посольства Греции в Петербурге, в 1918 году — начальником консульского отдела Украинского комиссариата в Яссах и секретаря дипломатической миссии УНР в Румынии. К миссии присоединились и представители пресс-бюро Леонид Габрилович, Орест Зелюка и Александр Губчевский. Сложилась ситуация, при которой к посольству присоединилось большое количество людей, мало подходящих для такой работы — сказывалось желание жителей Киева покинуть город, осаждаемый большевиками. 
Из Киева дипломатическая миссия выехала вечером 26 января. Из-за французской интервенция на юге страны и высадке греческой армии у Николаева морской путь в Грецию через Одессу был невозможен, поэтому, поэтому миссия направлялась через Венгрию. Сам переезд был организован слабо, существовали проблемы с транспортом, особенно сложным был путь по территории Украины. В дороге делегация столкнулась с неотапливаемыми вагонами, плохой работой железных дорог, холодными и грязными гостиницами, проволочками местных властей и нападением на поезд.
В дневнике Фёдор Павлович зафиксировал впечатления о различиях между жителями Западной и Восточной Украины:

Но какая страшная разница между здешним и нашим народом! Какая разница между нашим республиканским войском и здешним! <…> Наш народ, в основном сыт, обутий, одетый богатыря против здешнего, развращенный и темный-претемном, на которого нельзя положиться и тогда, когда ты ему всю душу всю жизнь отдаешь… А здешние люди! Какие они хорошие против наших. Сколько в их патриотизма, настоящей, глубокой сознания, сколько веры в свое дело… Сколько веры в нашу Украину, в нашу силу!
Оригинальный текст (укр.)Але яка страшенна ріжниця між тутешнім і нашим людом! Яка ріжниця між нашим республіканським військом і тутешнім! <…> Наш народ, здебільшого ситий, обутий, зодягнутий багатирь проти тутешнього, розбещений і темний-претемний, на якого не можна покластися й тоді, коли ти йому всю душу все життя віддаєш… А тутешні люде! Які вони хороші проти наших. Скілько у їх патріотизму, справжньої, глибокої свідомости, скілько віри в свою справу… Скілько віри в нашу Україну, в нашу силу!.
— Дневник Фёдора Матушевского, первая тетрадь
Сотрудники производили на своего руководителя тяжёлое впечатление: никто не думал о важности стоящих перед ними задач, вместо это они радовались тому, что покинули Киев, удалились от большевистской угрозы. Особенно возмущало Матушевского нежелание представителей украинской дипломатии общаться на украинском языке.
2 марта 2019 года делегация прибыла в Афины, эта дата считается днём начала дипломатических отношений между Украиной и Грецией. Посольство разместилось в отеле «Grand Hôtel de Bretagne».
Обязанности среди сотрудников посольства были распределены следующим образом: советник Модест Левицкий «как старый литератор» помогал главе миссии в литературной работе, налаживанию коммуникаций с Министерством иностранных дел Греции, иностранными представителями, местной прессой и общественностью, а в случае необходимости мог замещать посла. Ламброс Ламбрионидис отвечал за дипломатические вопросы, взаимодействие с  прессой, ежедневное реферирование французской и греческой прессы, перевод на французский и греческий языки; Юрий Рейзе — за реферирование британской, американской, итальянской, голландской и немецкой прессы; за канцелярию и бухгалтерию отвечали Сергей Рафальский и Пётр Галаган. Военный атташе Никодим Гриневич должен был изучать профильные вопросы и поддерживать контакты с представителями военной сферы, а торговый атташе Иммануил Глузман — изучать вопросы организации торговых отношений, экономику, торговлю и финансы Греции. Работа осложнялась тем, что в стране было введено военное положение и установлена цензура. А в Афинах распространялись слухи о том, что «прибыли украинские большевики с миллионами денег для большевистские агитации», что, учитывая войну греческой армии с большевиками на Юге России, подрывало авторитет дипломатической миссии.
М. Левицкий и Л. Ламбрионидис 3 марта посетили министерство иностранных дел для подготовки аудиенции своего посла у греческого министра. Сама встреча с Александросом Диомидисом состоялась уже 5 марта. На ней, помимо посла, присутствовали Левицкий и Ламбрионидис. Министр заверил в гостеприимстве, однако отказался принять верительную грамоту до решения украинского вопроса на Парижской мирной конференции. Сразу после этого визита посол приступил к работе над меморандумом к греческому правительству, в котором попытался объяснить позицию Украины по вопросам собственной независимости от России и Польши.
8 марта Матушевский провёл встречу с греческим митрополитом, на которой обсуждалась духовная жизнь на Украине, в том числе и автокефалия украинской церкви. 29 марта состоялась встреча с американским послом Гарреттом Дропперсом, на которой Матушевский просил направить в Вашингтон копию подготовленного им меморандума. 10 апреля документ был напечатан на французском языке тиражом в 500 экземпляров, а 12 апреля состоялась вторая встреча с министром иностранных дел Греции, на которой состоялось вручение меморандума. После этого украинского посла приняли послы Великобритании, Италии, Франции, Румынии, Нидерландов, Бразилии и Персии, уполномоченные по делам Испании и Бельгии. Деятельность посла была достаточно плодотворной, представители других стран в целом выражали заинтересованность в помощи Украинскому государству. Несмотря на скудность финансовых ресурсов, для развития дипломатического успеха посольство стала один-два раза в неделю издавать на греческом и французском языках бюллетень «Греко-Украинское ревью». В целях экономии посольство переехало на виллу в Пирей вдали от центра.
Посольство вело и консульскую работу по защите украинских граждан, прежде всего военнопленных, которых в Греции находилось около сотни.
Работу затрудняли не только финансовые трудности, связанные с девальвацией рубля. Подтвердились опасения относительно деловых качеств сотрудников посольства — помимо Ламброса Ламбрионидиса, которого Матушевский оценивал как своего ценнейшего сотрудника, с положительной стороны зарекомендовали себя только атташе Иммануил Глузман и Павел Галаган. Греческие власти из-за военного положения не позволяли размещать в прессе информацию о работе посольства.
Во время руководства дипломатической миссией Матушевский находился в постоянном эмоциональном напряжении, и состояние его здоровья значительно ухудшилось. 21 октября 1919 года он скончался. После этого миссию возглавил Модест Филиппович Левицкий. О тяжести финансового положения посольства говорит тот факт, что глава делегации Модест Левицкий вынужден был снимать дешёвое жильё на берегу моря вдали от центра и каждый день ездить на трамвае в Афины.
В конце 1920 года, когда положение в Украине стало критическим, и правительство Директории прекратило существование, миссия была ликвидирована, а сотрудники уехали из Афин в Вену.
После восстановления независимости Украины 24 августа 1991 года Греция признала Украину 31 декабря 1991 года. 15 января 1992 года между Украиной и Грецией были установлены дипломатические отношения. В мае 1992 года в Греции было открыто почётное консульство Украины, а в июне 1993 года — посольство.

## Послы Украины в Греции
В списке в прямом хронологическом порядке представлены руководители дипломатического представительства Украинского государства в Греции.
1. Фёдор Павлович Матушевский (2 марта 1919 — 21 октября 1919)[2]
2. Модест Филиппович Левицкий (21 октября 1919 — 1921)
3. Борис Иванович Корнеенко[укр.] (19 февраля 1993[14] — 13 сентября 1997[15])[7]
4. Юрий Анатольевич Сергеев (6 ноября 1997[16] — 15 декабря 2000[17])[7]
5. Виктор Мартинович Кальник[укр.] (27 марта 2001[18] — 29 июня 2005[19])[7]
6. Валерий Иванович Цыбух (29 июня 2005[20] — 12 мая 2010[21])[7]
7. Владимир Анатольевич Шкуров (9 июня 2010[22] — 21 декабря 2016[23])[7]
8. Наталия Евгеньевна Косенко, временный поверенный (2016—2018)
9. Сергей Александрович Шутенко (с 3 сентября 2018[24])

## Консульства
В 2003 году Украина открыла генеральное консульство в Салониках.
По состоянию на февраль 2021 года Украина имеет двух почётных консулов на территории Греции: в Пиреях и Патрах.